# Редько Радіон Романович
Радіон Редько (англ. Radion Redko, нар. 3 березня 1995, м. Харцизьк, Донецька обл., Україна) — український вершник, що спеціалізується на змаганнях з конкуру. Кольори України захищає з 2012 року. Учасник трьох Чемпіонатів Європи з конкуру серед юнаків та юніорів. 

## Біографія
Радіон Редько народився та зростав на Донеччині у місті Харцизьк. В Харцизьку у 5-ти річному віці почав займатися кінним спортом та досить швидко досяг перші успіхи у конкурі. З 2006 року по 2016 рік, та з 2017 року по 2019 рік , виступав за спортивний клуб «Авторитет», у 2016 році виступав за Кінноспортивний клуб Equides Club. З 2020 року по теперішній час член команди Збройних Сил України по кінному спорту (конкур). Кандидат у майстри спорту України. Член FEI.
Тренери: у 2007 році тренер Павло Страшок, з 2008 по серпень 2013 рік тренер Михайло Павлюченко, у 2011 році 2 місяця проходив стажування у Німецькій школі олімпійського резерву у центрі, багаторазового Олімпійського чемпіона Пауля Шокемеле м. Muhlen, з вересня 2013 по травень 2014 — тренер Paul Kinane (Ірландія), з травня по вересень 2014 р. — тренер Philippa McKeever Curry (Велика Британія), також 2013 по 2015 — Piet Raijmakers (Нідерланди), з вересня 2014 по 2015 рік — Daniel Dassler (Німеччина), у 2016 — Gregory ROBIN (Франція), у 2017 — тренер Paul Kinane (Ірландія).
Виступає на конях Богуславського племінного репродуктора «Авторитет» .
З 2015 року — директор Богуславського племінного репродуктора «Авторитет», розведення племінних коней для кінного спорту.
Тренерська робота — з 2013 року тренує дітей. У 2014 діти, яких тренував Радіон Редько, здобули багато медалей та виконали нормативи та отримали розряди з кінного спорту.
Менеджер по Україні всесвітньої кінної платформи «Universal Horse Data».

## Досягнення

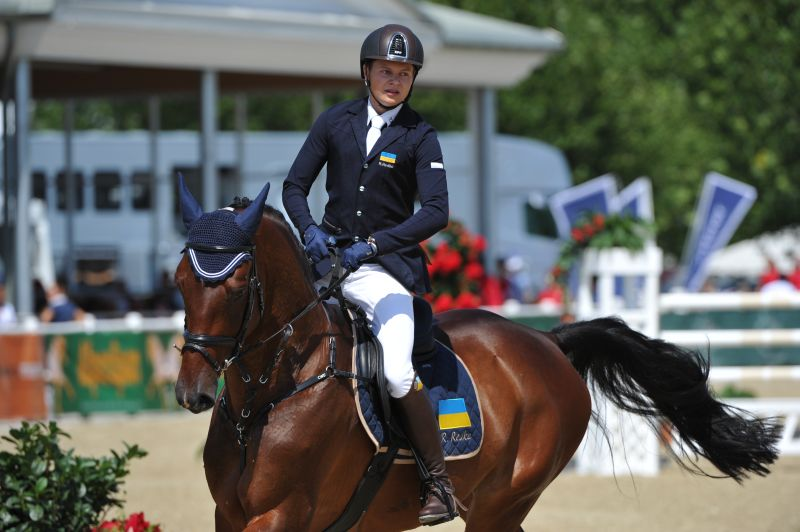
Радіон Редько, учасник Чемпіонату Європи серед юнаків (Австрія, 2012 р.)

2007 рік — виконав 3-й розряд з кінного спорту.
2010 рік — бронзовий призер фіналу Кубка м. Києва з конкуру серед юнаків.
2011 рік — чемпіон VI Літних юнацьких спортивних Ігор України з кінного спорту (конкур) у командному заліку, бронзовий призер VI Літних юнацьких спортивних Ігор України з кінного спорту (конкур) в індивідуальному заліку, переможець фіналу Кубка Президента Федерації кінного спорту України по конкуру серед молодих коней.
2012 рік — чемпіон України з кінного спорту (конкур) серед юнаків у командному заліку, Чемпіон України з кінного спорту (конкур) серед юніорів у командному заліку, бронзовий призер Чемпіонату України з кінного спорту (конкур) серед юнаків у індивідуальному заліку, учасник Чемпіонату Європи серед юнаків (Австрія).

2013 рік — чемпіон України з кінного спорту (конкур) серед юнаків у командному заліку, учасник Чемпіонату Європи серед юнаків (Вехер де ля Франтера, Іспанія), срібний призер Кубка України, переможець етапу «Відкритого Кубка Flying Horse Cup».
2014 рік — чемпіон України з кінного спорту (конкур) серед юніорів у командному заліку, бронзовий призер Чемпіонату України з кінного спорту (конкур) у командному заліку.
2015 рік — учасник Чемпіонату Європи серед юніорів Wiener Neustadt (Австрія).
2016 рік — чемпіон України з кінного спорту (конкур) серед юніорів у командному заліку, учасник міжнародних та Всеукраїнських змагань, за сезон 2016 року здобув 26 медалей — 9 золотих, 9 срібних та 8 бронзових.
2017 рік — учасник міжнародних та Всеукраїнських змагань, виступав на 10 конях у 21 турнірах, понад 200 стартів протягом року. За сезон 2017 року здобув 31 медаль — 17 золотих, 9 срібних та 5 бронзових.
2020 рік - участь за команду Збройних Сил України по кінному спорту.